# Enterocloster aldenensis
Enterocloster aldenensis es una especie de bacteria del género Enterocloster. Fue descrita en el año 2020. Su etimología hace referencia a Rose M. Alden Goldstein. Anteriormente conocida como Clostridium aldenense. Se tiñe como gramnegativa, aunque posiblemente sea grampositiva como otras bacterias de la misma familia. Es anaerobia estricta, raramente produce esporas. Tiene un tamaño de 0,8-1,1, μm de ancho por 2-5 μm de largo. Forma colonias blancas y no hemolíticas. Se ha aislado de muestras clínicas como abscesos intraabdominales y de sangre.